# Cuộc vây hãm Hōjūjidono
Cuộc vây hãm Hōjūjidono năm 1184 là một phần của Chiến tranh Genpei Nhật Bản, và là một nhân tố quyết định trong cuộc giao chiến giữa Minamoto no Yoshinaka và những người anh em họ Yoritomo và Yoshitsune để kiểm soát gia tộc Minamoto.
Từ lâu, Yoshinaka đã có tham vọng nắm đại quyền của gia tộc từ tay người anh em họ. Khi trở về Kyoto sau chiến thắng tại Shinohara và Kurikara, ông quyết định tách khỏi gia tộc mình, âm mưu cùng với Minamoto no Yukiie bắt cóc Thiên hoàng Go-Shirakawa, và tự mình thiết lập triều đình, ở các tỉnh phía Bắc Kyoto. Nhưng, cuối cùng Yukiie không giúp đỡ Yoshinaka thực hiện kế hoạch này.
Yoshinaka tấn công Hōjūjidono (còn gọi là điện Hōjūji), đốt cháy nó, giết những người kháng cự, và bắt giữ Thiên hoàng Go-Shirakawa. Ông bị một số quýt tộc và tăng binh từ Núi Hiei và Miidera chống lại, nhưng cuối cùng vẫn ra khỏi thành phố với thắng lợi trong tay, và cả Thiên hoàng Go-Shirakawa nữa. 
Tuy vậy, vào lúc này, quân đội nhà Minamoto, dưới quyền chỉ huy của Yukiie, Yoritomo, Yoshitsune, và Noriyori đang ở xung quanh kinh đô. Yoshinaka chạy đến cây cầu bắc qua sông Uji, nơi đây ông sẽ chiến đấu trong Trận Uji lần thứ hai.